# Audio Video Interleave
AVI (ang. Audio Video Interleave) – kontener danych audiowizualnych. Został wprowadzony w roku 1992 przez firmę Microsoft jako element strategii przystosowania systemu Windows do obsługi multimediów, stanowiący część technologii Video for Windows.

## Technologia
Format AVI jest specjalną odmianą formatu RIFF. Od formatu RIFF zapożyczono sposób zapisywania danych poprzez ich podział na części. Każdy „kawałek” oznaczany jest identyfikatorem FourCC.
Format AVI rozszerza tę technologię, dodając dwa lub, opcjonalnie, trzy „podkawałki”. Pierwszy z nich (hdrl) stanowi nagłówek pliku i zawiera metadane określające plik video, takie jak rozmiar obrazu i liczbę klatek. Drugi „podkawałek” (movi) zawiera właściwe dane audiowizualne. Trzeci, opcjonalny (idxl), gromadzi informacje o położeniu „kawałków” wewnątrz pliku AVI.
Zapisywanie danych umożliwia proces zwany kodowaniem, zaś odczyt – dekodowanie.
Technologia RIFF wykorzystana w formacie AVI daje możliwość kodowania danych nieskompresowanych lub poddanych kompresji. Najczęściej stosowane w nim formaty kompresji obrazu to Xvid, DivX, Intel Real Time Video, Indeo, Cinepak, MJPEG, Editable MPEG, VDOWave, ClearVideo/RealVideo, QPEG, MPEG-4 część 2 i inne.